# Rezerwat przyrody Parów Sójek
Parów Sójek – leśny rezerwat przyrody znajdujący się na terenie miasta Podkowa Leśna, w powiecie grodziskim, w województwie mazowieckim. Leży w obrębie Warszawskiego Obszaru Chronionego Krajobrazu, w zasięgu terytorialnym Nadleśnictwa Chojnów, ale poza jego gruntami. Zajmuje powierzchnię 3,84 ha.
Celem ochrony jest zachowanie lasów liściastych z przewagą dębu i grabu o charakterze naturalnym z bogatym runem charakterystycznym dla żyznych siedlisk grądowych.
Rezerwat obejmuje resztki naturalnych lasów grądowych i łęgowych w obrębie zabudowy miejskiej. Rosną tu liczące 130 lat dęby szypułkowe, a oprócz nich lipy, graby, jesiony i wiązy. W runie występują: kopytnik pospolity, miodunka ćma, czyściec leśny, niecierpek i chmiel zwyczajny. Żyje tu wiele gatunków ptaków, w tym sójki.
Według informacji z tablicy na granicy rezerwatu, można go oglądać wyłącznie z dróg publicznych, a wchodzenie na jego obszar jest zabronione.